# Čert na koze jel
Čert na koze jel je páté studiové album české rockové skupiny Kabát. 

## Seznam skladeb
| Pořadí         | Název                         | Autor                           | Délka |
| -------------- | ----------------------------- | ------------------------------- | ----- |
| 1.             | Satan Klaus                   | Ota Váňa, Milan Špalek · Špalek | 2:52  |
| 2.             | Raketovej pes                 | Tomáš Krulich · Špalek          | 3:26  |
| 3.             | Čert na koze jel              | Špalek · Špalek                 | 3:21  |
| 4.             | Jabadabadů                    | Krulich · Špalek                | 2:45  |
| 5.             | Wonder                        | Váňa · Špalek                   | 1:45  |
| 6.             | Sedlák                        | Váňa · Špalek                   | 2:00  |
| 7.             | Kabát                         | Krulich · Špalek                | 2:42  |
| 8.             | Lady Lane                     | Váňa · Špalek                   | 2:37  |
| 9.             | Čejeni                        | Váňa · Špalek                   | 3:06  |
| 10.            | Boogie českýho šífaře         | Krulich · Tomáš Hajíček         | 3:10  |
| 11.            | Stvořenej pro Acapulco        | Váňa · Hajíček                  | 3:10  |
| 12.            | Balada o špinavejch fuseklích | Váňa · Špalek                   | 4:03  |
| 13.            | Tarantule v trenkách          | Krulich · Špalek                | 2:45  |
| 14.            | Blues Folsomské věznice       | Kabát · Jan Vyčítal             | 1:55  |
| 15.            | Sem tam si taky dám           | Špalek · Špalek                 | 2:21  |
| 16.            | Všechno bude jako dřív        | tradicionál · Špalek            | 2:02  |
| 17.            | Králíci                       | Špalek · Špalek                 | 0:59  |
| Celková délka: | Celková délka:                | Celková délka:                  | 45:30 |

## Obsazení
Kabát
- Josef Vojtek – zpěv, harmonika
- Milan Špalek – baskytara, zpěv
- Ota Váňa – kytara
- Tomáš Krulich – kytara
- Radek "Hurvajs" Hurčík – bicí

Hosté
- Petr Malásek – klávesy
- I. König, D. Masar, H. Zembala – lodní dechový band
- Martin Slezák – akustická kytara
- Miloš Slezák – banjo, steel kytara
- Karel Mařík – akordeon
- Jan Hrubý – housle
- Jan Kolář – sampl, hoboj
- Hana Křížková, Tomáš Moravec, Kamil Emanuel Gott – doprovodné vokály

Produkce
- Kabát – produkce
- Tomáš Vráb – koprodukce
- S. Baroch – zvuk
- Miloš Dodo Doležal, František Musel – mix
- Martin Lepka – cover picture
- Martin Zhouf – cover design